# Campang Delapan
Campang Delapan is een bestuurslaag in het regentschap Way Kanan van de provincie Lampung, Indonesië. Campang Delapan telt 1514 inwoners (volkstelling 2010).